# Тоні Джаммалва
Тоні Джаммалва (англ. Tony Giammalva; нар. 21 квітня 1958) — колишній американський тенісист.
Найвищу одиночну позицію світового рейтингу — 70 місце досяг 2 лютого 1981, парну — 32 місце — 22 квітня 1985 року.
Здобув 4 парні титули.
Найвищим досягненням на турнірах Великого шолома були чвертьфінали в парному розряді.
Завершив кар'єру 1985 року.

## Фінали за кар'єру

### Парний розряд (4–5)
| Результат | W/L | Дата | Турнір                        | Покриття | Партнер         | Суперники                        | Рахунок       |
| --------- | --- | ---- | ----------------------------- | -------- | --------------- | -------------------------------- | ------------- |
| Поразка   | 0–1 | 1980 | Гілверсум, Нідерланди         | Ґрунт    | Бастер Моттрам  | Том Оккер Балаж Тароці           | 5–7, 3–6, 6–7 |
| Поразка   | 0–2 | 1981 | Атланта, США                  | Тверде   | Семмі Джаммалва | Фріц Бунінг Пітер Флемінг        | 4–6, 6–4, 3–6 |
| Поразка   | 0–3 | 198  | Франкфурт-на-Майні, Німеччина | Килим    | Тім Майотт      | Стів Дентон Марк Едмондсон       | 7–6, 3–6, 3–6 |
| Поразка   | 0–4 | 1982 | Флоренція, Італія             | Ґрунт    | Семмі Джаммалва | Паоло Бертолуччі Адріано Панатта | 6–7, 1–6      |
| Поразка   | 0–5 | 1982 | Целль-ам-Зее, Австрія         | Ґрунт    | Семмі Джаммалва | Войцех Фібак Брюс Менсон         | 7–6, 4–6, 4–6 |
| Перемога  | 1–5 | 1982 | Baltimore WCT, США            | Килим    | Ананд Амрітрадж | Віджай Амрітрадж Фред Столл      | 7–5, 6–2      |
| Перемога  | 2–5 | 1983 | Тампа, США                    | Килим    | Стів Мейстер    | Ерік Фромм Дрю Джітлін           | 3–6, 6–1, 7–5 |
| Перемога  | 3–5 | 1983 | Мауї, США                     | Тверде   | Стів Мейстер    | Майк Бауер Скотт Девіс           | 6–3, 5–7, 6–4 |
| Перемога  | 4–5 | 1984 | Токіо Indoor, США             | Килим    | Семмі Джаммалва | Марк Едмондсон Шервуд Стюарт     | 7–6, 6–4      |